# Fastlane (Fernsehserie)
Fastlane (engl. Überholspur) ist eine US-amerikanische Action-Fernsehserie. Die Fox-Serie mit 22 Folgen in einer Staffel wurde von John McNamara und McG geschaffen, letzterer führte auch die Regie der Pilotfolge.

## Handlung
Deaqon Hayes und Donovan „Van“ Ray sind Mitglieder einer Sondereinheit des Los Angeles Police Department, „Das Schlaraffenland“. Unter Leitung von Billie Chambers werden beide auf Undercover-Einsätze gegen das organisierte Verbrechen geschickt. Für ihre Tarnung können sie auf ihre Lagerhalle voller konfiszierter Autos, Accessoires und Waffen zurückgreifen.

## Besetzung
Hauptbesetzung
- Peter Facinelli: Donovan „Van“ Ray
- Bill Bellamy: Deaqon „Deaq“ Hayes
- Tiffani Thiessen: Wilhelmina „Billie“ Chambers

Wiederkehrende Besetzung
- Jay Mohr: Roland Hill
- Mark Famiglietti: Jarod
- Big Boy: Aquarius
- Vondie Curtis-Hall: Andre Hayes
- Jennifer Sky: Cassidy Shaw
- Robert Forster: Raymond Ray
- Jamie Brown: Sophia Jones
- Bill Duke: Capt. Parish

Während der Laufzeit kam es zu einer Vielzahl an Gast- oder Cameo-Auftritten, so z. B. Fred Durst aus Limp Bizkit, Biz Markie, Mischa Barton, Jenny McCarthy, Jake Busey, Craig Sheffer, Jaime Pressly, George Hamilton, Eric Mabius, Michelle Forbes, Navi Rawat, Iggy Pop, Naomi Campbell, Tommy Lee, Terrence Howard, Krista Allen, Isaac Hayes, Tatyana Ali, Jennifer Sky und Paul Gleason.

## Hintergrund
- Jede Folge kostete Warner Bros. und 20th Century Fox ca. 2,6 Millionen US-Dollar (2,2 Millionen Euro).
- Die Serie wurde schließlich abgesetzt, weil die Produktionskosten im Verhältnis zur Einschaltquote und den daraus folgenden Werbeeinnahmen, zu hoch waren.
- Die Rolle der Billie Chambers ist ursprünglich Heather Locklear angeboten worden.
- Die Darstellung von Mischa Barton, Simone, veranlasste den Produzenten McG, sie auch für die Serie O.C., California zu besetzen.
- Die Serie beinhaltete viele Hommagen an Miami Vice. Die ersten Folgen beider Serien zeigen viele Ähnlichkeiten im Spannungsaufbau und der Musik, zusätzlich zu den Ähnlichkeiten in der Atmosphäre.

## Ausstrahlung
Fox strahlte die Serie vom 18. September 2002 bis zum 25. April 2003 aus. Die deutsche Erstausstrahlung erfolge ab dem 26. August 2003 bis zum 5. Januar 2004 auf VOX. Die Ausstrahlung in Österreich erfolgte auf ORF.
Am 8. Juli 2008 ist die Serie in den Vereinigten Staaten auf DVD erschienen.

## Episodenliste
| Folge | Originaltitel       | Deutscher Titel             | Erstausstrahlung (Fox) | Erstausstrahlung (VOX) |
| 01    | Pilot               | Schlaraffenland             | 18. September 2002     | 26. August 2003        |
| 02    | Girls Own Juice     | Die Bikerbande              | 25. September 2002     | 2. September 2003      |
| 03    | Gone Native         | Russendisko                 | 30. Oktober 2002       | 9. September 2003      |
| 04    | Things Done Changed | Bloßgestellt                | 6. November 2002       | 16. September 2003     |
| 05    | Ryde or Die         | Der Todesclub               | 13. November 2002      | 22. September 2003     |
| 06    | Ray Ray             | Blütenzauber                | 20. November 2002      | 29. September 2003     |
| 07    | Wet                 | Vertrauter Feind            | 27. November 2002      | 6. Oktober 2003        |
| 08    | Mighty Blue         | Tödliche Liebe              | 4. Dezember 2002       | 13. Oktober 2003       |
| 09    | Get Your Mack On    | Mädchenhandel               | 11. Dezember 2002      | 20. Oktober 2003       |
| 10    | Dogtown             | Abgegrast                   | 10. Januar 2003        | 20. Oktober 2003       |
| 11    | Strap On            | Eine haarige Angelegenheit  | 17. Januar 2003        | 3. November 2003       |
| 12    | 101                 | Das Greenhorn               | 24. Januar 2003        | 10. November 2003      |
| 13    | Defense (1)         | Mit dem Rücken zur Wand (1) | 31. Januar 2003        | 17. November 2003      |
| 14    | Offense (2)         | Mit dem Rücken zur Wand (2) | 7. Februar 2003        | 24. November 2003      |
| 15    | Popdukes            | Die Nigeria-Connection      | 14. Februar 2003       | 1. Dezember 2003       |
| 16    | Slippery Slope      | Eiskalte Engel              | 7. März 2003           | 8. Dezember 2003       |
| 17    | Simone Says         | Explosive Mischung          | 14. März 2003          | 15. Dezember 2003      |
| 18    | Monster             | Nur 72 Stunden              | 21. März 2003          | 22. Dezember 2003      |
| 19    | Overkill            | Overkill                    | 28. März 2003          | 29. Dezember 2003      |
| 20    | Asslane             | Blutsbande                  | 4. April 2003          | 29. Dezember 2003      |
| 21    | Dosed (1)           | Diamantenfieber (1)         | 18. April 2003         | 5. Januar 2004         |
| 22    | Iced (2)            | Diamantenfieber (2)         | 25. April 2003         | 5. Januar 2004         |

## Auszeichnungen
Auszeichnung
- Primetime-Emmy-Verleihung 2003:
  - Beste Stunt-Koordinierung (Outstanding Stunt Coordination) für Dick Ziker für Folge 20 Blutsbande (Asslane)

Nominierungen
- NAACP Image Award 2003:
  - Bester Serien-Hauptdarsteller – Drama (Outstanding Actor in a Drama Series) für Bill Bellamy
- Motion Picture Sound Editors Golden Reel Awards 2003:
  - Best Sound Editing in Television Episodic – Sound Effects & Foley für Folge 1 Schlaraffenland (Pilot)
  - Best Sound Editing in Television Episodic – Music
- Teen Choice Awards 2003:
  - Choice TV Actor – Drama/Action Adventure für Bill Bellamy
  - Choice TV Actress – Drama/Action Adventure für Tiffani Thiessen
  - Choice TV – Drama/Action Adventure